# Klasztor Świętej Katarzyny

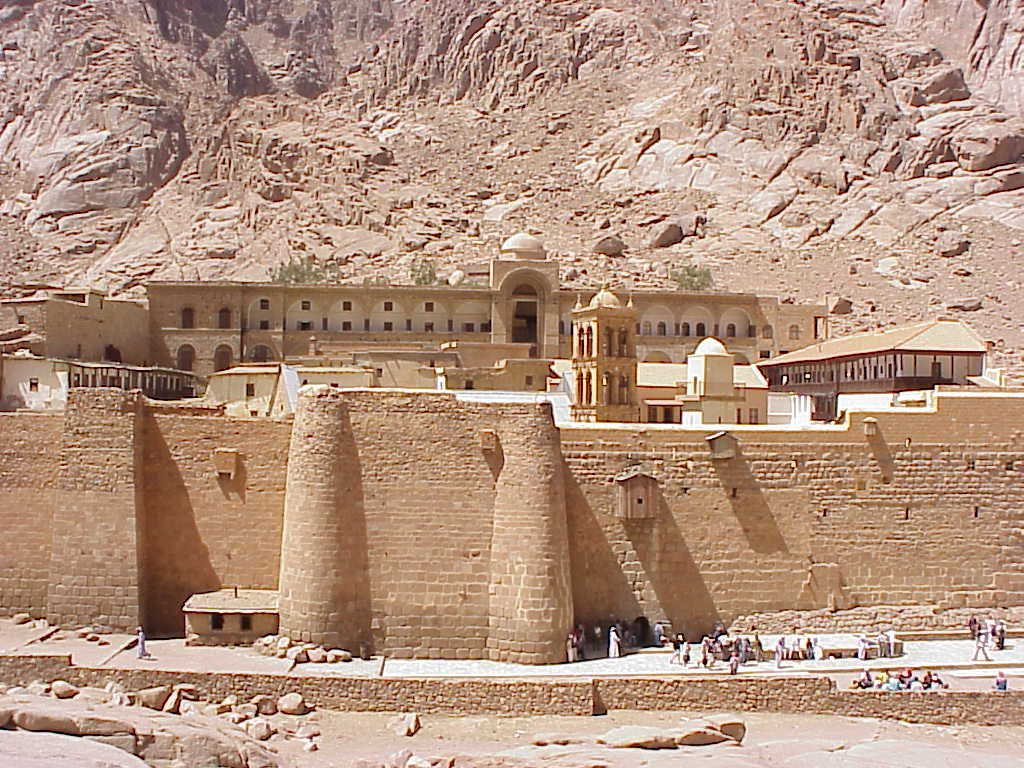
Klasztor św. Katarzyny

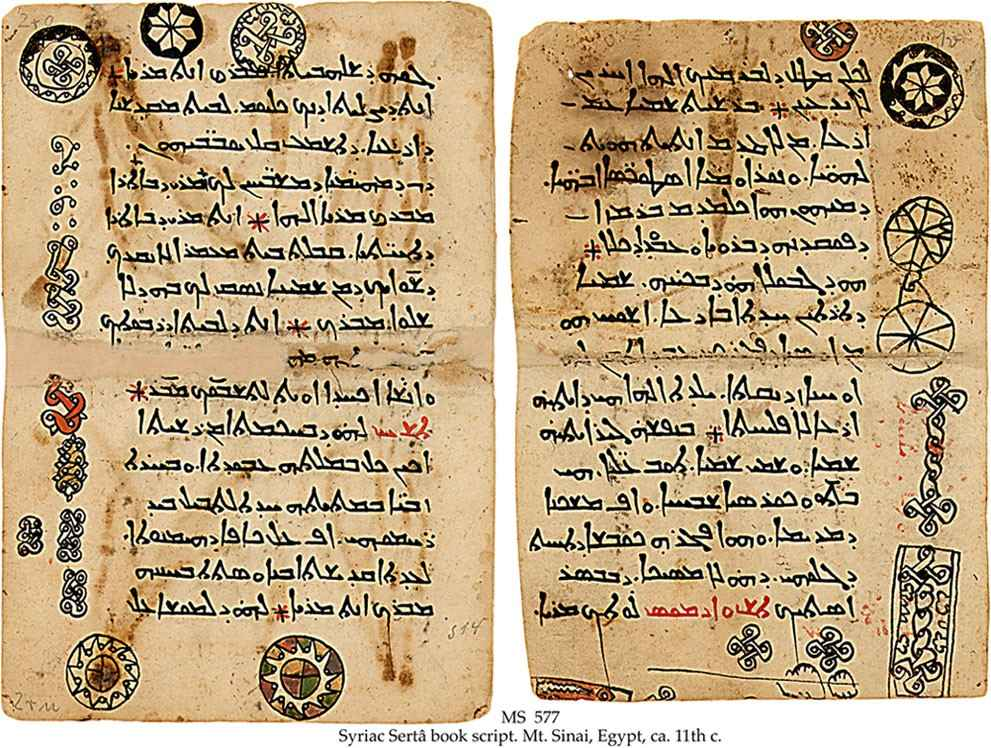
Rękopis syryjski przechowywany w klasztorze św. Katarzyny

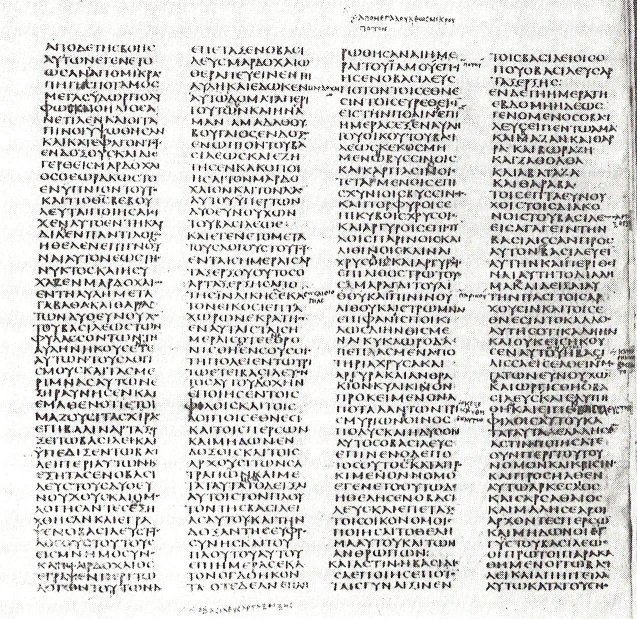
Kodeks Synajski znaleziony w klasztorze św. Katarzyny

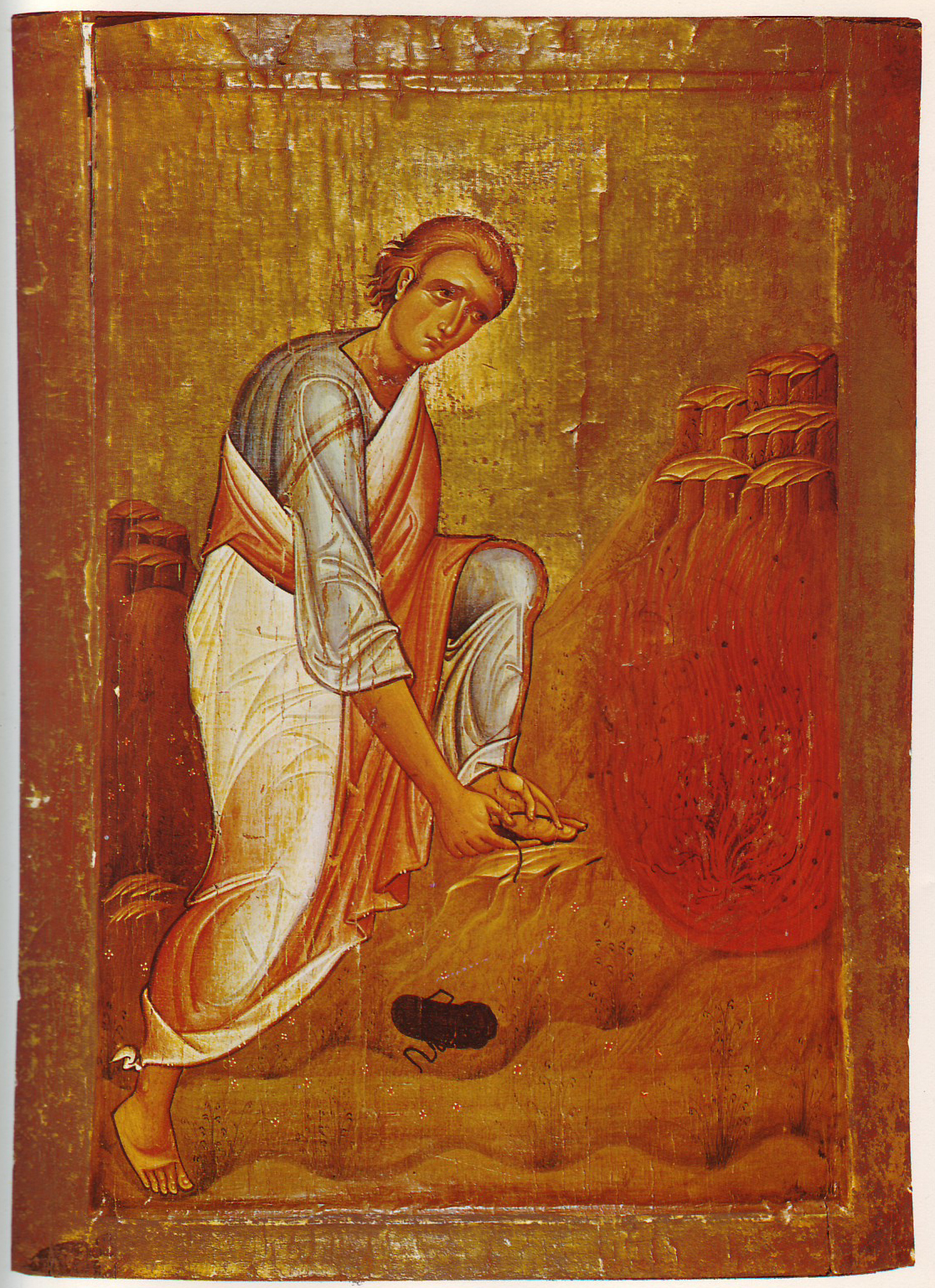
Jedna z ikon w Klasztorze św. Katarzyny: Mojżesz zdejmujący sandały przed Gorejącym Krzewem

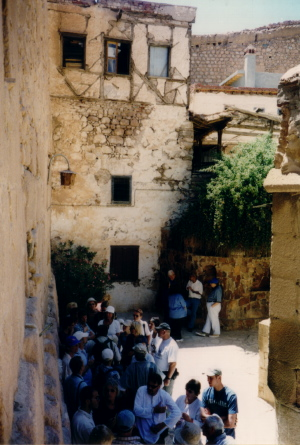
Krzew identyfikowany z krzewem gorejącym znajdujący się na terenie klasztoru

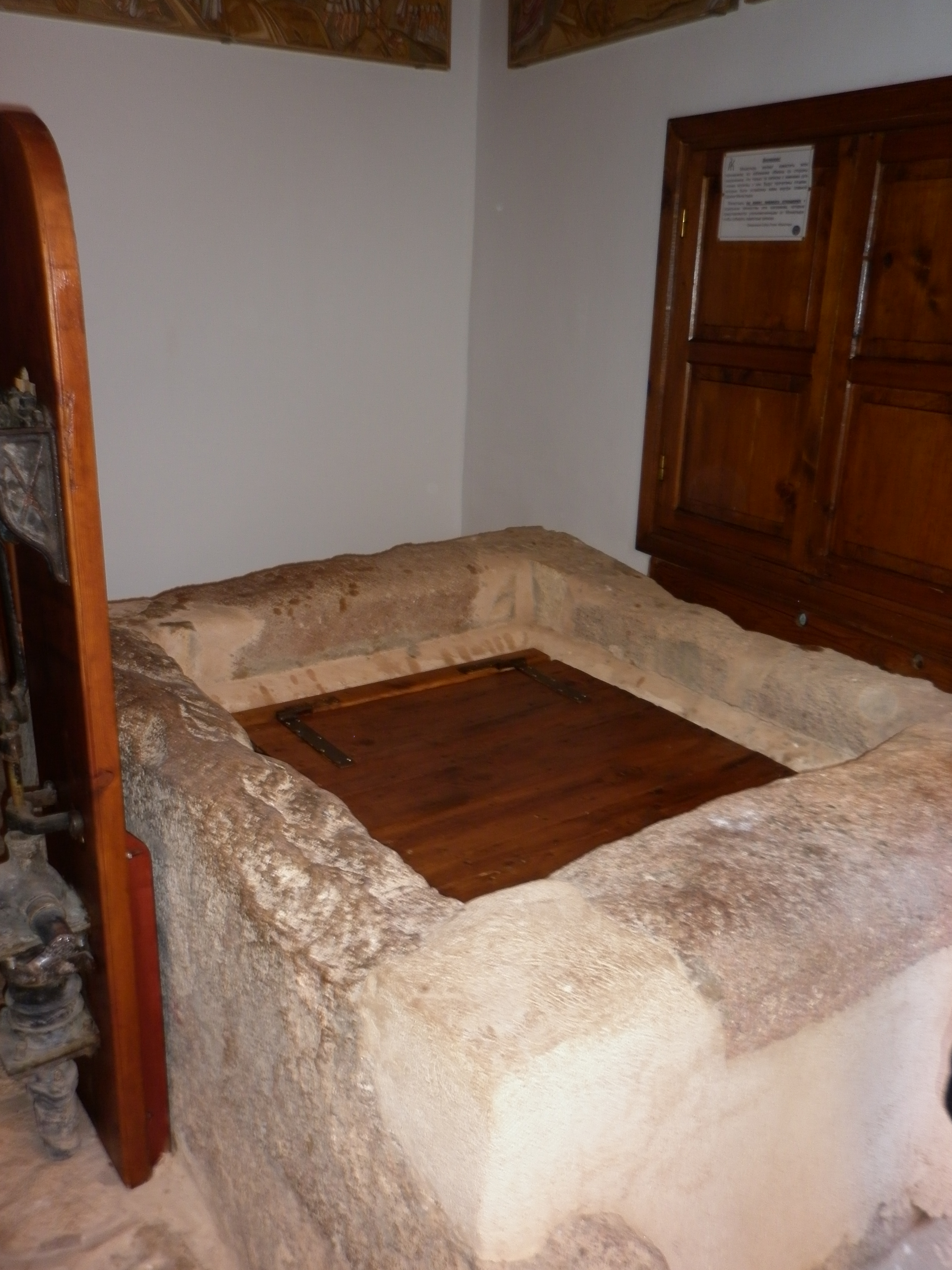
Studnia Mojżesza, przy której spotkał on siedem córek Jetry, z których najstarszą Seforę pojął później za żonę

Klasztor Świętej Katarzyny – najstarszy z istniejących dzisiaj klasztorów chrześcijańskich. Znajduje się w wąskiej dolinie Wadi al-Dajr u stóp Góry Świętej Katarzyny i góry Synaj, na półwyspie Synaj, w miejscowości Święta Katarzyna w Egipcie w muhafazie Południowy Synaj, w Parku Narodowym Święta Katarzyna, na wysokości 1570 m n.p.m. Umieszczony wraz z okolicą na liście światowego dziedzictwa UNESCO.

## Miejsce
Klasztor wzniesiony jest na wysokości 1570 m n.p.m. w miejscu, gdzie według tradycji dokonało się biblijne Objawienie Boga (Jahwe). Około 1250 r. p.n.e. Mojżeszowi, który pasł owce, ukazał się Anioł Pański w płomieniu ognia ze środka krzewu (Wj 3,1–6). W 337 r. n.e. cesarzowa Helena poleciła wznieść w miejscu, gdzie obecnie znajduje się klasztor, kaplicę upamiętniającą to wydarzenie. W sąsiedztwie znajduje się także góra Synaj (zwana też Górą Mojżesza), gdzie jak mówi judeo-chrześcijańska tradycja, Mojżesz otrzymał od Boga Dziesięć Przykazań.

## Mnisi
Klasztor należy do prawosławnych Greków. Przeor nosi godność arcybiskupa Synaju – od grudnia 1973 jest nim arcybiskup Damian, który najczęściej przebywa w Kairze lub Raifie w Libanie. Teren klasztoru jurysdykcyjnie należy do Autonomicznej Cerkwi Prawosławnej Świętej Góry Synaj, która wchodzi w skład Patriarchatu Jerozolimskiego. Zwierzchnik Cerkwi jest równocześnie przełożonym monasteru.
Jednym z najsłynniejszych starców-mnichów był św. Jan Klimak (VII w.), który napisał dzieło Drabina do raju. Innym autorem duchowym był św. Anastazy z Synaju (zm. przed 700). Obecnie żyje tu ok. 20 mnichów związanych regułą Bazylego Wielkiego, przybyłych w większości z góry Athos w Grecji.

## Historia
Jest to najstarszy klasztor chrześcijański w Egipcie. Pierwszą kaplicę w tym miejscu zbudowała cesarzowa Helena, matka Konstantyna Wielkiego. Reszta zabudowań klasztornych wraz z bazyliką Przemienienia Pańskiego powstała około 530 r. n.e. na rozkaz cesarza Justyniana I.
Stałe zagrożenie ze strony koczowniczych plemion spowodowało, że w VI w. z inicjatywy cesarza Justyniana monaster otoczono zachowanymi do dziś  wysokimi (12 do 15 m) i grubymi (do 160 cm) murami z czerwonego granitu, które zaprojektował w kształcie czworoboku o wymiarach 85 × 74 m Stephanos Ailisios.
W VII w. Synaj doświadczył najazdu arabskiego. W 625 klasztor wyprawił delegację do Medyny, prosząc Mahometa o ochronę. Mahomet wystawił własnoręcznie podpisany dokument zwany Testamentem Mahometa, który zapewnił ochronę klasztorowi i zwolnił go z podatków. Od 1517 oryginał tego pisma przechowywany jest w Konstantynopolu.
Odkrycie ok. X wieku relikwii św. Katarzyny spowodowało napływ pielgrzymów. Był to okres wypraw krzyżowych, pielgrzymi byli ochraniani przed napaściami przez zakony rycerskie. W tym czasie na terenie klasztoru powstała także kaplica katolicka.
Również w X w. na terenie monasteru wybudowano także mały meczet z minaretem – prawdopodobnie dla beduinów zatrudnianych do pracy w monasterze, a tym samym w celu usatysfakcjonowania władz islamskich. Dzięki temu muzułmanie rzadko atakowali monaster. Trzykondygnacyjna wieża kościoła góruje nad nim, co w krajach islamskich zdarza się niezwykle rzadko.
W ramach kompleksu klasztornego na górze Synaj wybudowano ok. 20 świątyń. Główną świątynią jest cerkiew pw. Przemienienia Pańskiego. Monaster posiada także filie na terenie Kairu oraz w Libanie, Cyprze, Grecji i Konstantynopolu. W Kairze bracia prowadzą własną szkołę.
26 lutego 2000 podczas pielgrzymki do Egiptu z okazji Wielkiego Jubileuszu Roku 2000 klasztor odwiedził zwierzchnik kościoła rzymskokatolickiego oraz katolickich Kościołów wschodnich – papież Jan Paweł II (jako pierwszy w historii).

## Katarzyna Aleksandryjska
Patronką klasztoru jest Święta Katarzyna. Była osiemnastoletnią chrześcijanką z Aleksandrii, która zginęła ok. 300 r. jako męczennica. Według tradycji, jej ciało zostało umieszczone przez aniołów na najwyższym szczycie pobliskiej góry nazywanej dziś Górą Świętej Katarzyny. Obecnie znajduje się tam niewielka kaplica św. Katarzyny. W X w. ciało zostało przeniesione przez mnichów-pustelników na dół i umieszczone w złotej trumnie w wybudowanym tutejszym klasztorze. Od tego czasu miejsce to zaczęto łączyć z jej kultem.

## Biblioteka
W klasztorze przechowywany jest bogaty zbiór wczesnochrześcijańskich ilustrowanych manuskryptów w różnych językach oraz ikon. W 1859 niemiecki biblista Konstantin von Tischendorf odkrył w klasztorze grecki manuskrypt biblijny z IV wieku, tzw. Kodeks Synajski. Obejmuje on znaczną część Starego Testamentu według greckiej Septuaginty oraz cały Nowy Testament. Należy do najstarszych znanych kopii całego tego tekstu Biblii.
26 maja 1975 pod północnym murem klasztoru znaleziono 47 skrzyń z ikonami i pergaminami. Odkryto w sumie 1100 rękopisów pochodzących z IV–XVIII wieków. 800 rękopisów było greckich, pozostałe w arabskim, syryjskim, etiopskim, słowiańskim i 140 w gruzińskim. Jeden rękopis był w języku łacińskim i jeden w hebrajskim. Odkryto też przeszło dziesięć brakujących kart z Kodeksu Synajskiego. Do tej pory zostały udostępnione tylko bardzo wąskiemu gronu naukowców.

## Zabytki
Klasztor otwarty jest dla zwiedzających od godz. 9.30 do południa, z wyjątkiem piątków, niedziel i wszystkich świąt prawosławnych. Za wstęp się nie płaci, ale trzeba pamiętać o odpowiednim ubiorze, który jest surowo egzekwowany przez tutejszych zakonników.
Otwarte dla zwiedzających są jedynie niewielkie jego części:
- Furtka w północnym murze niedaleko  Wieży Klebera, od nazwiska napoleońskiego generała, który nakazał ją odbudować.
- Dziedziniec ze Studnią Mojżesza, przy której spotkał on siedem córek Jetro, z których najstarszą Seforę pojął później za żonę.
- Kościół Przemienienia, podobno najstarszy czynny kościół na świecie oraz księgarnia.
- Kaplica Krzewu Gorejącego, znajdująca się za ikonostasem; można ją oglądać tylko po uzyskaniu zezwolenia. Tutejsi zakonnicy zapewniają, że właśnie tu Mojżesz po raz pierwszy był świadkiem obecności Boga Jahwe, który pod postacią gorejącego krzewu objawił mu swoje imię Jahwe i jego znaczenie (Jestem, który jestem). Bóg nakazał mu spełnić misję wyprowadzenia ludu izraelskiego z Egiptu i osiedlenia go w ziemi Kanaan. Mnisi uważają to miejsce za święte, dlatego proszą gości o zdjęcie butów – tak jak według Biblii Bóg nakazał Mojżeszowi (Wj 3:5). Krzew ten, należący do gatunku jeżyna krwista[8], przeniesiono za absydę bazyliki, w związku z wybudowaniem na miejscu, w którym rósł pierwotnie, kaplicy Heleny.
- Brama Główna – która jest zamknięta – znajduje się tam specjalny otwór do wylewania na atakujących wrzącego oleju.
- Poza murami klasztoru – wysokimi na 10–15 m i szerokimi na 2–3 m – znajduje się kaplica św. Tryfona, zwana także Domem Czaszek z poukładanymi kośćmi wielu pokoleń zakonników i pustelników. Kości są dokładnie pogrupowane: osobno kości nóg, osobno rąk, osobno czaszki i pozostałe. Zabezpieczone są specjalnymi klatkami z siatki. Za nim znajduje się maleńki kilkugrobowy cmentarzyk. Według zwyczaju, gdy umiera zakonnik, usuwa się szczątki z najstarszego grobu, by przygotować miejsce na jego pochówek.
- Biblioteka znajdująca się na piętrze jest zamknięta dla zwiedzających. Zawiera przeszło 4500 prac w języku greckim, arabskim, syryjskim i egipskim. Biblioteka klasztorna zawiera, drugą co do wielkości zaraz po watykańskiej, kolekcję literatury religijnej i manuskryptów. Swego czasu znajdował się tutaj cały bezcenny Kodeks synajski. Czasami pozwala się oglądać tutejsze ogrody.
- Wewnątrz granitowej bazyliki św. Katarzyny (o wymiarach 40 × 20 m) nie można robić zdjęć, można w niej zobaczyć m.in. mury, kolumny z kapitelami oraz cedrowe drzwi między przedsionkiem a nawą z lat 542–551, kiedy ta bazylika powstała. Obecny wystrój wnętrza przystosowano do greckiego obrządku prawosławnego, zmieniając pierwotne urządzenie bazyliki. Jest ona trójnawowa z wewnętrzną absydą. Jedna z mozaik w bazylice, które zostały wykonane na zlecenie cesarza Justyniana (zm. 565), przedstawia biblijną scenę Przemienienia Pańskiego. Postać Jezusa Chrystusa z brodą w białym płaszczu i tunice, obramowanego złotym pasem i z głową otoczoną złotym nimbem, umieszczono w niebieskiej mandorli, z rozchodzącymi się z niej promieniami. Obok Jezusa stoją prorocy Eliasz i Mojżesz, a pod nią trzej apostołowie na kolanach. Obramowanie sklepienia absydy stanowią medaliony z głowami apostołów, proroków oraz króla Dawida. Na froncie łuku triumfalnego, poniżej dwóch aniołów lecących z insygniami władzy w stronę centralnie umieszczonego baranka, znajdują się dwa medaliony z głowami Marii i Jana Chrzciciela, a powyżej aniołów dwie sceny z Mojżeszem zdejmującym sandały przed krzakiem ognistym i otrzymującym od Boga Dekalog. Wizerunek Chrystusa Pantokratora na ikonie z VI w. – z kodeksem w lewej dłoni i błogosławiąca prawą ręką. Właśnie dzięki monasterowi na Synaju ikonoklazm przetrwały jedyne zachowane do dzisiaj ikony wczesnochrześcijańskie w stylu konstantynopolitańskim, zbiór liczy ponad 2200 ikon, na których zapisana została historia monastyru, którą można obejrzeć w Galerii Klasztornej.
- O świcie można usłyszeć 33 uderzenia dzwonu, które symbolizują liczbę lat życia Jezusa Chrystusa.

Co roku monaster odwiedza ponad 100 000 osób. Najwięcej wycieczek do klasztoru połączonych z wcześniejszym nocno-porannym wejściem na górę Synaj, organizują biura turystyczne w oddalonym o ok. 100 km kurorcie Szarm el-Szejk. Na terenie klasztoru można także przenocować w tzw. Domu Gościnnym, prowadzonym przez mnichów oraz pożywić się w niewielkim punkcie gastronomicznym.